# Trichoptya inquinata
Trichoptya inquinata är en fjärilsart som beskrevs av W. Warren 1912. Trichoptya inquinata ingår i släktet Trichoptya och familjen nattflyn. Inga underarter finns listade i Catalogue of Life.